# RQ-11 レイヴン
RQ-11 レイヴン
RQ-11を組み立てるアメリカ陸軍兵士
- 用途：無人航空機（UAV）
- 分類：小型偵察機
- 製造者：
- 運用者

  -  アメリカ合衆国（陸軍、空軍、海兵隊、特殊作戦軍）
  -  イギリス（イギリス空軍）
  -  デンマーク（デンマーク陸軍）他
- 初飛行：2001年10月
- 生産数：1,300機+
- 運用開始：2003年5月
- 運用状況：運用中
- ユニットコスト：3万5,000USドル

RQ-11 レイヴン（Raven, 英語でワタリガラスの意）は、アメリカ合衆国のAeroVironment社製の小型無人偵察機であり、アメリカ軍とその同盟国で運用されている。主な用途は市街戦や野戦における近距離偵察。

## 概要
RQ-11は翼幅1m、重量2kg程度の小型固定翼機である。手投げ（ハンド・ローンチ）により発進し、飛行中は二次電池の電力で電動モーターを駆動し、プロペラを回して推力を得る。上昇限度は海面高度で15,000フィート、また、対地高度では1,000フィート（約300メートル）まで。飛行速度は45-97km/h（28-60 mph）で、航続距離は10km（6.2マイル）。
飛行方法としては、地上からの無線操縦（ラジコン）による飛行と、GPSを用い、設定したウェイポイントを経由させる完全自律飛行の両方が可能である。管制ステーションには市販のノートパソコンを利用し、ボタン1つで発進した場所に帰還する機能を備える。標準的なペイロードとしては、カラーのCCDビデオカメラと赤外線ナイトビジョンカメラを搭載する。カメラは当初機首に固定式だったが、2015年からはカメラ用ターレットを採用したレイヴン・ジンバルが配備され始めている。
価格は1機あたり35,000ドル、システム全体では250,000ドルである。
現在、アメリカの陸・空軍と海兵隊、特殊作戦軍で5,000機以上が配備されている。オーストラリア、イタリア、デンマーク、スペイン他、19ヶ国で採用されており、生産数は1万9,000機を越え、世界で最も生産されたUAVと言われている。
イギリス空軍はイラクで機材と運用のための人員をアメリカ軍から借りて使用している。デンマーク陸軍は2007年9月に12セットのレイヴンを購入し運用している。オランダは770万ドルでRQ-11Bを購入（機数不明）すると言われている。

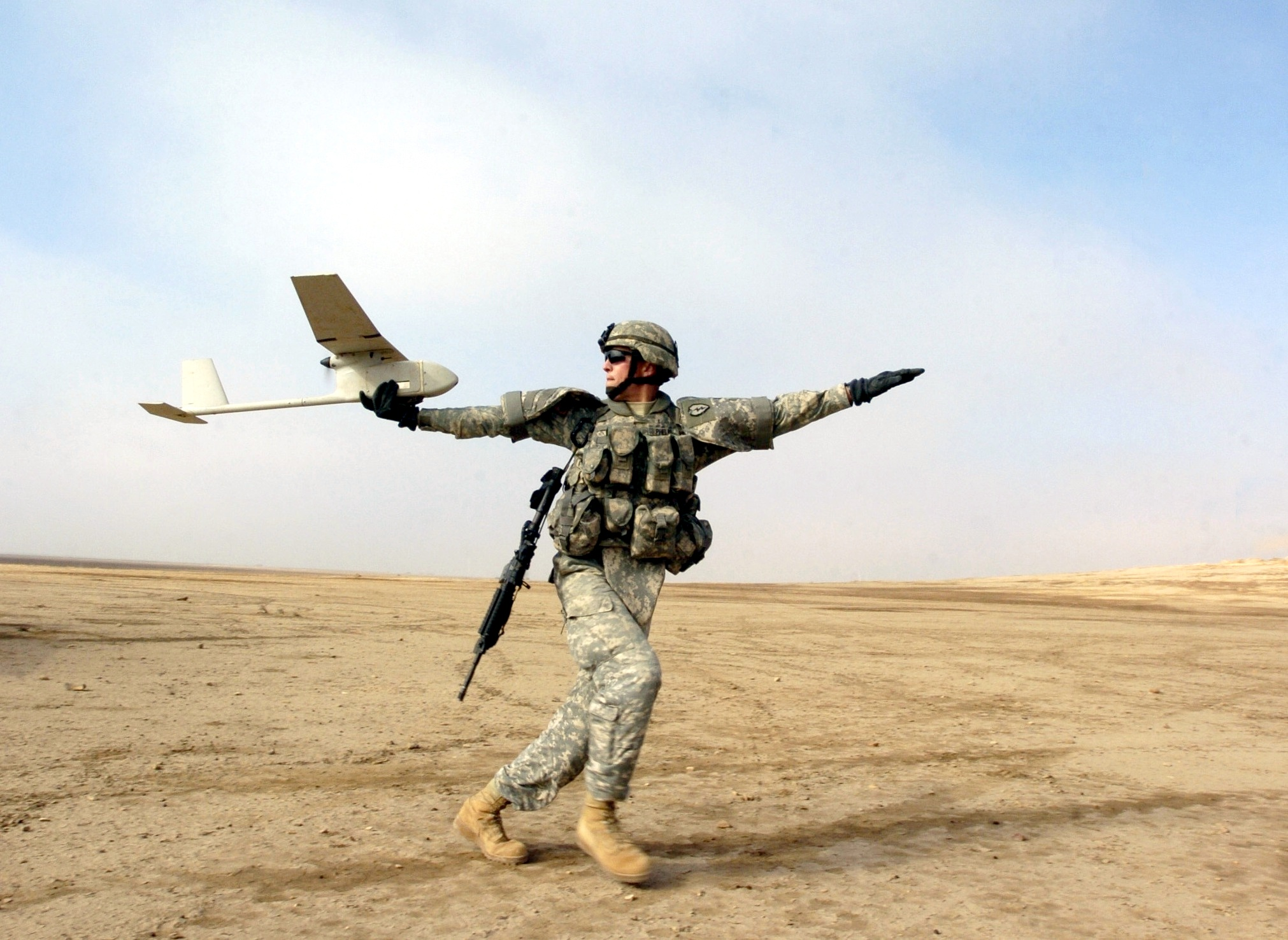
イラクでRQ-11の発進準備をするアメリカ陸軍兵士
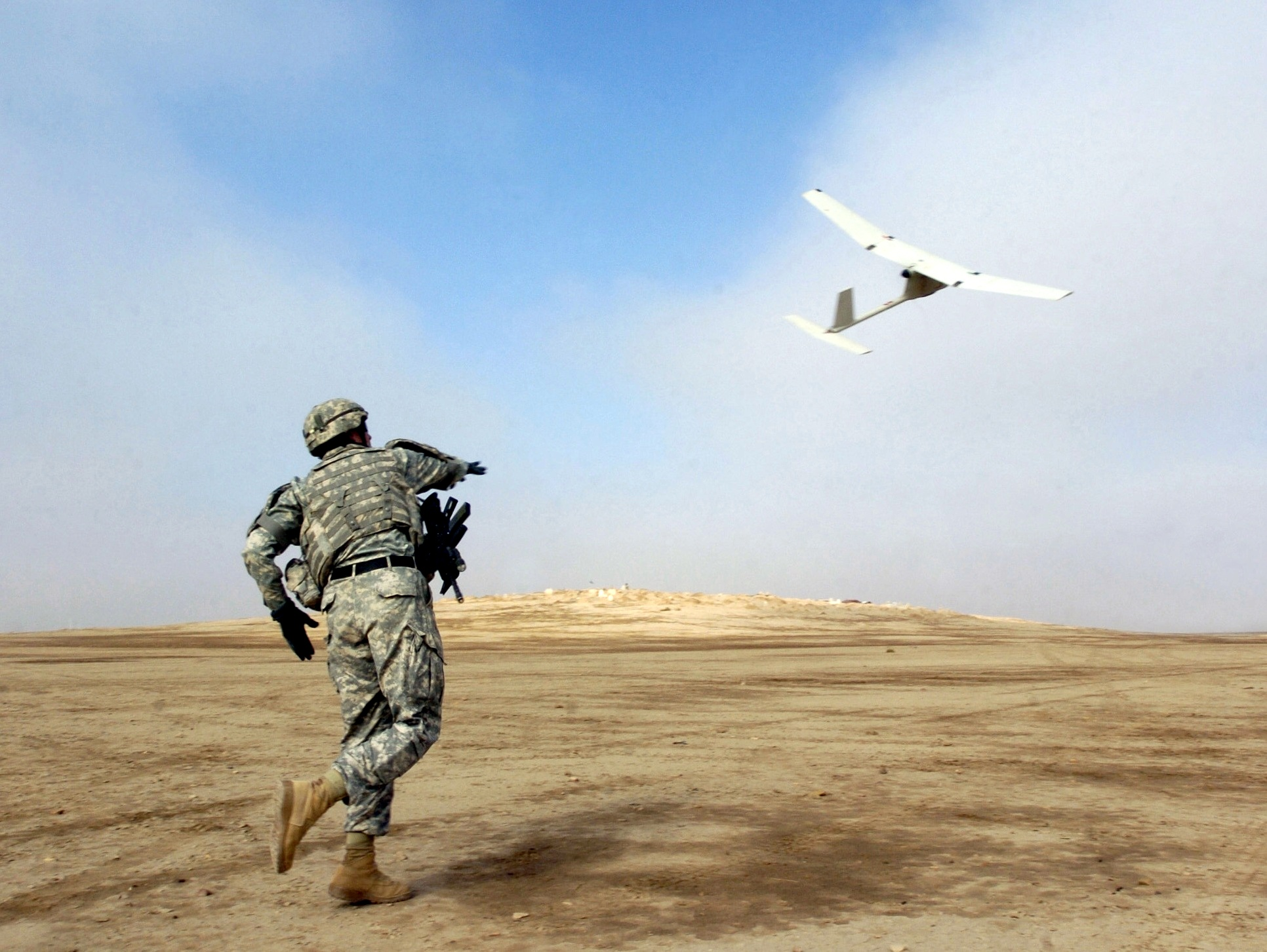
イラクでアメリカ陸軍兵士の手から飛び立ったRQ-11

## 派生型
RQ-11A レイヴンA
生産終了
RQ-11B レイヴンB

## 採用国
- オーストラリア
- ベルギー - 2024年時点で、ベルギー陸上構成部隊が運用中[1]。
- ブルガリア - ブルガリア陸軍が2014年に導入[2]。
- チェコ
- デンマーク
- エストニア
- スペイン
- イギリス
- イラク
- イタリア
- ケニア
- レバノン
- オランダ
- 北マケドニア - アメリカから供与予定[3]。
- ノルウェー
- ルーマニア
- サウジアラビア
- タイ
- アメリカ合衆国
- ウガンダ
- イエメン

## 仕様
- 翼幅：1.0m（4ft 3in）
- 全長：1.1m（3ft 7in）
- 重量：1.9kg（4.2lb）
- エンジン：Aveox 27/26/7-AV 電動モーター
- 最大巡航速度：97km/h（60mph）
- 航続距離：10km（6.2マイル）
- 飛行時間：80分

## 登場作品
『ネイビーシールズ』
Navy SEALsが、CIAの女性スパイを拉致したテロリストが潜む村への偵察に使用する。撮影には実物が使われている。